# 杨维民
杨维民（1911年—1990年），男，吉林长春人，中华人民共和国教师、政治人物，曾任中国民主促进会中央委员会常务委员，第五届全国人大代表。